# Генеральний прокурор США
Генеральний прокурор США (англ. United States Attorney General) — голова міністерства юстиції США, виконує функції нагляду за дотриманням законності на території Сполучених Штатів, контролює діяльність правоохоронних органів. Входить до складу Кабінету президента США.
Призначається Президентом і затверджується Сенатом і несе перед ним відповідальність за свою діяльність. Може бути усунутий з посади рішенням Президента. Палата представників має право представити його до імпічменту.
Посада була введена Законом про суд 1789 (англ. Judiciary Act of 1789). Спочатку його обов'язки обмежувалися виступом у Верховному суді на стороні Федеральної влади, консультуванням Президента і глав федеральних міністерств і відомств. Апарат генерального прокурора — Міністерство юстиції було створено тільки в 1870 році.
Крім інших повноважень здійснює загальне керівництво Федеральним бюро розслідувань і деякими іншими відомствами.

## Список генеральних прокурорів США
| №  | Портрет                        | Ім'я                               | Штат                      | Строк перебування на посаді | Строк перебування на посаді | Президент                            |
| -- | ------------------------------ | ---------------------------------- | ------------------------- | --------------------------- | --------------------------- | ------------------------------------ |
| 1  |                                | Едмунд Рендолф                     | Вірджинія                 | 26 вересня 1789             | 26 січня 1794               | Джордж Вашингтон (1789-1797)         |
| 2  |                                | Вільям Бредфорд                    | Пенсільванія              | 8 січня 1794                | 23 серпня 1795              | Джордж Вашингтон (1789-1797)         |
| 3  |                                | Чарльз Лі                          | Вірджинія                 | 10 грудня 1795              | 19 лютого 1801              | Джордж Вашингтон (1789-1797)         |
| 3  | Джон Адамс (1797-1801)         | Чарльз Лі                          | Вірджинія                 | 10 грудня 1795              | 19 лютого 1801              |                                      |
| 4  |                                | Леві Лінкольн-Старший              | Массачусетс               | 5 березня 1801              | 2 березня 1805              | Томас Джефферсон (1801 - 1809)       |
| 5  |                                | Джон Брекінридж                    | Кентуккі                  | 7 серпня 1805               | 14 грудня 1806              | Томас Джефферсон (1801 - 1809)       |
| 6  |                                | Цезар Огастус Родні                | Делавер                   | 20 січня 1807               | 10 грудня 1811              | Томас Джефферсон (1801 - 1809)       |
| 6  | Джеймс Меддісон (1809-1817)    | Цезар Огастус Родні                | Делавер                   | 20 січня 1807               | 10 грудня 1811              |                                      |
| 7  |                                | Вілльям Пінкні                     | Меріленд                  | 11 грудня 1811              | 9 лютого 1814               |                                      |
| 8  |                                | Річард Раш                         | Пенсільванія              | 10 лютого 1814              | 12 листопада 1817           |                                      |
| 9  |                                | Вільям Вірт                        | Вірджинія                 | 13 листопада 1817           | 4 березня 1829              | Джеймс Монро (1817-1825)             |
| 9  | Джон Квінсі Адамс (1825-1829)  | Вільям Вірт                        | Вірджинія                 | 13 листопада 1817           | 4 березня 1829              |                                      |
| 10 |                                | Джон Макферсон Беррієн             | Джорджія                  | 9 березня 1829              | 19 липня 1831               | Ендрю Джексон (1829-1837)            |
| 11 |                                | Роджер Брук Тейні                  | Меріленд                  | 20 липня 1831               | 14 листопада 1833           | Ендрю Джексон (1829-1837)            |
| 12 |                                | Бенджамін Франклін Батлер          | Нью-Йорк                  | 15 листопада 1833           | 4 липня 1838                | Ендрю Джексон (1829-1837)            |
| 12 | Мартін ван Бюрен (1837-1841)   | Бенджамін Франклін Батлер          | Нью-Йорк                  | 15 листопада 1833           | 4 липня 1838                |                                      |
| 13 |                                | Фелікс Ґранді                      | Теннессі                  | 5 липня 1838                | 10 січня 1840               |                                      |
| 14 |                                | Генрі Ділворт Гілпін               | Пенсільванія              | 11 січня 1840               | 4 березня 1841              |                                      |
| 15 |                                | Джон Джортан Кріттенден 1-й термін | Кентуккі                  | 5 березня 1841              | 12 вересня 1841             | Вільям Генрі Гаррісон (1841)         |
| 15 | Джон Тайлер (1841-1845)        | Джон Джортан Кріттенден 1-й термін | Кентуккі                  | 5 березня 1841              | 12 вересня 1841             |                                      |
| 16 |                                | Х'ю Свінтон Легаре                 | Південна Кароліна         | 13 вересня 1841             | 20 червня 1843              |                                      |
| 17 |                                | Джон Нельсон                       | Меріленд                  | 1 липня 1843                | 4 березня 1845              |                                      |
| 18 |                                | Джон Янг Мейсон                    | Вірджинія                 | 5 березня 1845              | 16 жовтня 1846              | Джеймс Нокс Полк (1845-1849)         |
| 19 |                                | Натан Кліффорд                     | Мейн                      | 17 жовтня 1846              | 17 березня 1848             | Джеймс Нокс Полк (1845-1849)         |
| 20 |                                | Ісаак Тусі                         | Коннектикут               | 21 червня 1848              | 4 березня 1849              | Джеймс Нокс Полк (1845-1849)         |
| 21 |                                | Реверді Джонсон                    | Меріленд                  | 8 березня 1849              | 21 липня 1850               | Закарі Тейлор (1849-1850)            |
| 22 |                                | Джон Джортан Кріттенден 2-й термін | Кентуккі                  | 22 липня 1850               | 4 березня 1853              | Міллард Філлмор (1850-1853)          |
| 23 |                                | Калеб Кушинг                       | Массачусетс               | 7 березня 1853              | 4 березня 1857              | Франклін Пірс (1853-1857)            |
| 24 |                                | Джеремайя Салліван Блек            | Пенсільванія              | 6 березня 1857              | 16 грудня 1860              | Джеймс Б'юкенен (1857-1861)          |
| 25 |                                | Едвін Стентон                      | Пенсільванія              | 20 грудня 1860              | 4 березня 1861              | Джеймс Б'юкенен (1857-1861)          |
| 26 |                                | Едвард Бейтс                       | Міссурі                   | 5 березня 1861              | 24 листопада 1864           | Абрахам Лінкольн (1861-1865)         |
| 27 |                                | Джеймс Спід                        | Кентуккі                  | 2 грудня 1864               | 22 липня 1866               | Абрахам Лінкольн (1861-1865)         |
| 27 | Ендрю Джонсон (1865-1869)      | Джеймс Спід                        | Кентуккі                  | 2 грудня 1864               | 22 липня 1866               |                                      |
| 28 |                                | Генрі Стенбері                     | Огайо                     | 23 липня 1866               | 16 липня 1868               |                                      |
| 29 |                                | Вільям Максвелл Евартс             | Нью-Йорк                  | 17 липня 1868               | 4 березня 1869              |                                      |
| 30 |                                | Ебенезер Роквуд Хоар               | Массачусетс               | 5 березня 1869              | 22 листопада 1870           | Улісс Грант (1869-1877)              |
| 31 |                                | Амос Таппан Аккерман               | Джорджія                  | 23 листопада 1870           | 13 грудня 1871              | Улісс Грант (1869-1877)              |
| 32 |                                | Джордж Генрі Вільямс               | Орегон                    | 14 грудня 1871              | 25 квітня 1875              | Улісс Грант (1869-1877)              |
| 33 |                                | Едвардс П'єррепон                  | Нью-Йорк                  | 26 квітня 1875              | 21 травня 1876              | Улісс Грант (1869-1877)              |
| 34 |                                | Альфонсо Тафт                      | Огайо                     | 22 травня 1876              | 4 березня 1877              | Улісс Грант (1869-1877)              |
| 35 |                                | Чарльз Девенс                      | Массачусетс               | 12 березня 1877             | 4 березня 1881              | Резерфорд Гейз (1877-1881)           |
| 36 |                                | Вейн Макві                         | Пенсільванія              | 5 березня 1881              | 15 грудня 1881              | Джеймс Гарфілд (1881)                |
| 36 | Честер Алан Артур (1881-1885)  | Вейн Макві                         | Пенсільванія              | 5 березня 1881              | 15 грудня 1881              |                                      |
| 37 |                                | Бенджамін Гарріс Брюстер           | Пенсільванія              | 16 грудня 1881              | 4 березня 1885              |                                      |
| 38 |                                | Огастус Гарланд                    | Арканзас                  | 6 березня 1885              | 4 березня 1889              | Гровер Клівленд (1885-1889)          |
| 39 |                                | Вільям Генрі Гаррісон Міллер       | Індіана                   | 7 березня 1889              | 4 березня 1893              | Бенджамін Гаррісон (1889-1893)       |
| 40 |                                | Річард Олні                        | Массачусетс               | 6 березня 1893              | 7 квітня 1895               | Гровер Клівленд (1893 - 1897)        |
| 41 |                                | Джандсон Гармон                    | Огайо                     | 8 квітня 1895               | 4 березня 1897              | Гровер Клівленд (1893 - 1897)        |
| 42 |                                | Джозеф МакКенна                    | Каліфорнія                | 5 березня 1897              | 25 січня 1898               | Вільям Мак-Кінлі (1897-1901)         |
| 43 |                                | Джон Вільям Ґріґґс                 | Нью-Джерсі                | 25 січня 1898               | 29 березня 1901             | Вільям Мак-Кінлі (1897-1901)         |
| 44 |                                | Філандер Чейз Нокс                 | Пенсільванія              | 5 квітня 1901               | 30 червня 1904              | Вільям Мак-Кінлі (1897-1901)         |
| 44 | Теодор Рузвельт (1901-1909)    | Філандер Чейз Нокс                 | Пенсільванія              | 5 квітня 1901               | 30 червня 1904              |                                      |
| 45 |                                | Вільям Генрі Муді                  | Массачусетс               | 1 липня 1904                | 17 грудня 1906              |                                      |
| 46 |                                | Шарль Бонапарт                     | Меріленд                  | 17 грудня 1906              | 4 березня 1909              |                                      |
| 47 |                                | Джордж Вікершем                    | Нью-Йорк                  | 4 березня 1909              | 4 березня 1913              | Вільям Говард Тафт (1909-1913)       |
| 48 |                                | Джеймс МакРейнольдс                | Теннессі                  | 5 березня 1913              | 29 серпня 1914              | Вудро Вільсон (1913-1921)            |
| 49 |                                | Томас Ватт Грегорі                 | Техас                     | 29 серпня 1914              | 4 березня 1919              | Вудро Вільсон (1913-1921)            |
| 50 |                                | Олександр Мітчелл Палмер           | Пенсільванія              | 5 березня 1919              | 4 березня 1921              | Вудро Вільсон (1913-1921)            |
| 51 |                                | Гаррі Мікайа Догтерті              | Огайо                     | 4 березня 1921              | 6 квітня 1924               | Воррен Гардінг (1921-1923)           |
| 51 | Калвін Кулідж (1923-1929)      | Гаррі Мікайа Догтерті              | Огайо                     | 4 березня 1921              | 6 квітня 1924               |                                      |
| 52 |                                | Харлан Фіске Стоун                 | Нью-Йорк                  | 7 квітня 1924               | 1 березня 1925              |                                      |
| 53 |                                | Джон Ґарібальді Сарджент           | Вермонт                   | 7 березня 1925              | 4 березня 1929              |                                      |
| 54 |                                | Вільям ДеВітт Мітчел               | Міннесота                 | 4 березня 1929              | 4 березня 1933              | Герберт Гувер (1929-1933)            |
| 55 |                                | Гомер Стілл Каммінгс               | Коннектикут               | 4 березня 1933              | 1 січня 1939                | Франклін Делано Рузвельт (1933-1945) |
| 56 |                                | Френк Мерфі                        | Мічиган                   | 2 січня 1939                | 18 січня 1940               | Франклін Делано Рузвельт (1933-1945) |
| 57 |                                | Роберт Г. Джексон                  | Нью-Йорк                  | 18 січня 1940               | 25 серпня 1941              | Франклін Делано Рузвельт (1933-1945) |
| 58 |                                | Френсіс Бідл                       | Пенсільванія              | 26 серпня 1941              | 26 червня 1945              | Гаррі Трумен (1945-1953)             |
| 59 |                                | Том К. Кларк                       | Техас                     | 27 червня 1945              | 26 липня 1949               | Гаррі Трумен (1945-1953)             |
| 60 |                                | Говард МакГрат молодший            | Род-Айленд                | 27 липня 1949               | 3 квітня 1952               | Гаррі Трумен (1945-1953)             |
| 61 |                                | Джеймс П. МакГренері               | Пенсільванія              | 4 квітня 1952               | 20 січня 1953               | Гаррі Трумен (1945-1953)             |
| 62 |                                | Герберт Браунелл-молодший          | Нью-Йорк                  | 21 січня 1953               | 23 жовтня 1957              | Дуайт Ейзенхауер (1953-1961)         |
| 63 |                                | Вільям П. Роджерс                  | Нью-Йорк                  | 23 жовтня 1957              | 20 січня 1961               | Дуайт Ейзенхауер (1953-1961)         |
| 64 |                                | Роберт Кеннеді                     | Массачусетс               | 20 січня 1961               | 3 вересня 1964              | Джон Ф. Кеннеді (1961-1963)          |
| 64 | Ліндон Джонсон (1963-1969)     | Роберт Кеннеді                     | Массачусетс               | 20 січня 1961               | 3 вересня 1964              |                                      |
| 65 |                                | Ніколас Катценбах                  | Іллінойс                  | 4 вересня 1964              | 28 січня 1965               |                                      |
| 65 | 28 січня 1965                  | Ніколас Катценбах                  | Іллінойс                  | 28 листопада 1966           |                             |                                      |
| 66 |                                | Ремзі Кларк                        | Техас                     | 28 листопада 1966           | 10 безерня 1967             |                                      |
| 66 | 10 березня 1967                | Ремзі Кларк                        | Техас                     | 20 січня 1969               |                             |                                      |
| 67 |                                | Джон Н. Мітчелл                    | Нью-Йорк                  | 20 січня 1969               | 15 лютого 1972              | Річард Ніксон (1969-1974)            |
| 68 |                                | Річард Клейндієнст                 | Аризона                   | 15 лютого 1972              | 30 квітня 1973              | Річард Ніксон (1969-1974)            |
| 69 |                                | Елліот Річардсон                   | Массачусетс               | 25 травня 1973              | 20 жовтня 1973              | Річард Ніксон (1969-1974)            |
| -  |                                | Роберт Борк В.о.                   | Пенсільванія              | 20 жовтня 1973              | 4 січня 1974                | Річард Ніксон (1969-1974)            |
| 70 |                                | Вільям Барт Саксбе                 | Огайо                     | 4 січня 1974                | 2 лютого 1975               | Річард Ніксон (1969-1974)            |
| 70 | Джеральд Форд (1974-1977)      | Вільям Барт Саксбе                 | Огайо                     | 4 січня 1974                | 2 лютого 1975               |                                      |
| 71 |                                | Едвард Х. Леві                     | Іллінойс                  | 2 лютого 1975               | 20 січня 1977               |                                      |
| -  |                                | Дік Торнбург                       | Пенсільванія              | 20 січня 1977               | 26 січня 1977               | Джиммі Картер (1977-1981)            |
| 72 |                                | Гріффін Белл                       | Джорджія                  | 26 січня 1977               | 16 серпня 1979              | Джиммі Картер (1977-1981)            |
| 73 |                                | Бенджамін Чівілетті                | Меріленд                  | 16 серпня 1979              | 19 січня 1981               | Джиммі Картер (1977-1981)            |
| 74 |                                | Вільям Френч Сміт                  | Каліфорнія                | 23 січня 1981               | 25 лютого 1985              | Рональд Рейган (1981-1989)           |
| 75 |                                | Едвін Міз                          | Каліфорнія                | 25 лютого 1985              | 12 серпня 1988              | Рональд Рейган (1981-1989)           |
| 76 |                                | Дік Торнбург                       | Пенсільванія              | 12 серпня 1988              | 15 серпня 1991              | Рональд Рейган (1981-1989)           |
| 76 | Джордж Буш-старший (1989-1993) | Дік Торнбург                       | Пенсільванія              | 12 серпня 1988              | 15 серпня 1991              |                                      |
| 77 |                                | Вільям Барр 1-ий термін            | Вірджинія                 | 16 серпня 1991              | 26 листопада 1991           |                                      |
| 77 | 26 листопада 1991              | Вільям Барр 1-ий термін            | Вірджинія                 | 20 січня 1993               |                             |                                      |
| -  |                                | Стюарт М. Герсон В.о.              | Вашингтон, округ Колумбія | 20 січня 1993               | 12 березня 1993             | Білл Клінтон (1993-2001)             |
| 78 |                                | Дженет Рено                        | Флорида                   | 12 березня 1993             | 20 січня 2001               | Білл Клінтон (1993-2001)             |
| -  |                                | Ерік Голдер В.о.                   | Вашингтон, округ Колумбія | 20 січня 2001               | 2 лютого 2001               | Джордж Буш-молодший (2001-2009)      |
| 79 |                                | Джон Ешкрофт                       | Міссурі                   | 2 лютого 2001               | 3 лютого 2005               | Джордж Буш-молодший (2001-2009)      |
| 80 |                                | Альберто Гонзалес                  | Техас                     | 3 лютого 2005               | 17 вересня 2007             | Джордж Буш-молодший (2001-2009)      |
| -  |                                | Пол Клемент В.о.                   | Вашингтон, округ Колумбія | 17 вересня 2007             | 18 вересня 2007             | Джордж Буш-молодший (2001-2009)      |
| -  |                                | Пітер Кайслер В.о.                 | Вашингтон, округ Колумбія | 18 вересня 2007             | 9 листопада 2007            | Джордж Буш-молодший (2001-2009)      |
| 81 |                                | Майкл Мукасей                      | Нью-Йорк                  | 9 листопада 2007            | 20 січня 2009               | Джордж Буш-молодший (2001-2009)      |
| -  |                                | Марк Філіп В.о.                    | Іллінойс                  | 20 січня 2009               | 3 лютого 2009               | Барак Обама (2009-2017)              |
| 82 |                                | Ерік Голдер                        | Вашингтон, округ Колумбія | 3 лютого 2009               | 27 квітня 2015              | Барак Обама (2009-2017)              |
| 83 |                                | Лоретта Лінч                       | Нью-Йорк                  | 27 квітня 2015              | 20 січня 2017               | Барак Обама (2009-2017)              |
| -  |                                | Саллі Йейтс В.о.                   | Джорджія                  | 20 січня 2017               | 30 січня 2017               | Дональд Трамп (2017-2021)            |
| -  |                                | Дана Боенте В.о.                   | Вірджинія                 | 30 січня 2017               | 9 лютого 2017               | Дональд Трамп (2017-2021)            |
| 84 |                                | Джефф Сешнс                        | Алабама                   | 9 лютого 2017               | 7 листопада 2018            | Дональд Трамп (2017-2021)            |
| -  |                                | Род Розенштейн В.о.                | Меріленд                  | 7 листопада 2018            | 7 листопада 2018            | Дональд Трамп (2017-2021)            |
| -  |                                | Метью Вітакер В.о.                 | Айова                     | 7 листопада 2018            | 14 лютого 2019              | Дональд Трамп (2017-2021)            |
| 85 |                                | Вільям Барр 2-й термін             | Вірджинія                 | 14 лютого 2019              | 23 грудня 2020              | Дональд Трамп (2017-2021)            |
| -  |                                | Джеффрі Адам Розен В.о.            | Массачусетс               | 24 грудня 2020              | 20 січня 2021               | Дональд Трамп (2017-2021)            |
| -  |                                | Джон Демерс В.о.                   | Массачусетс               | 20 січня 2021               | 20 січня 2021               | Джо Байден (2021-2025)               |
| -  |                                | Монті Вілкінсон В.о.               | Вашингтон, округ Колумбія | 20 січня 2021               | 11 березня 2021             | Джо Байден (2021-2025)               |
| 86 |                                | Меррік Ґарланд                     | Меріленд                  | 11 березня 2021             | 20 січня 2025               | Джо Байден (2021-2025)               |
| -  |                                | Джеймс МакГенрі В.о.               | Вашингтон, округ Колумбія | 20 січня 2025               | 5 лютого 2025               | Дональд Трамп (2025-дотепер)         |
| 87 |                                | Пем Бонді                          | Флорида                   | 5 лютого 2025               | Досі на посаді              | Дональд Трамп (2025-дотепер)         |